# Lančov
Lančov (in tedesco Landschau) è un comune della Repubblica Ceca facente parte del distretto di Znojmo, in Moravia Meridionale.